# Польова лінгвістика
Польова лінгвістика — це підрозділ лінгвістики, який об'єднує в собі комплекс лінгвістичних методів, спрямованих на самостійне творче вивчення і опис живої мови, яка не є рідною для дослідника, на підставі спілкування з носіями мови, що вивчається.

## Історія
Польова лінгвістика як самостійна дисципліна почала формуватися в XIX столітті. У російській науці піонерами цього напряму стали П. К. Услар, який досліджував мови Північного Кавказу, і В. Г. Богораз, який вивчав мови Далекого Сходу Росії.